# 群岡村
群岡村（むらおかむら）は福島県河沼郡にあった村。現在の西会津町群岡にあたる。

## 地理
- 河川：阿賀川

## 歴史
- 1889年（明治22年）4月1日 - 町村制の施行により群岡村が単独で自治体を形成。
- 1954年（昭和29年）7月1日 - 野沢町・尾野本村・登世島村・睦合村・下谷村・上野尻村・宝坂村および耶麻郡新郷村・奥川村と合併して西会津町が発足。同日群岡村廃止。

## 交通

### 鉄道路線
- 日本国有鉄道
  - 磐越西線
    - 徳沢駅

### 道路
- 越後街道（二級国道115号新潟平線、現・国道49号）